# Musculus longus colli

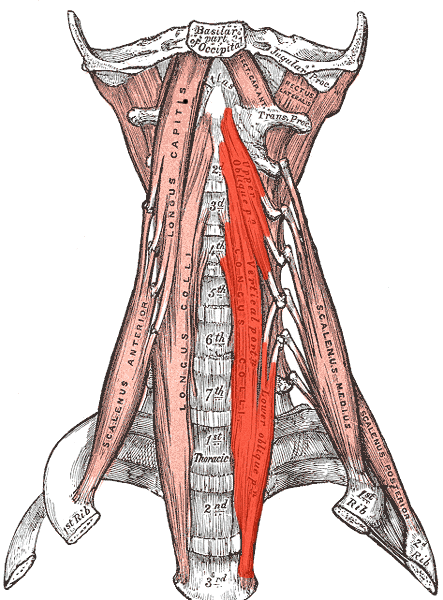
Bild från Gray's Anatomy, m. longus colli visas i mörkrött.

Musculus longus colli är en av de djupa halsmusklerna och går på främre sidan av halskotorna, från den översta halskotan till den tredje bröstkotan. Dess funktion är flexion (böjning) av nacken samt sidoböjning av halskotpelaren och stabilisering.

Ursprung: Corpus vertebrae c2-C5
Fäste: Corpus vertebrae C6-Th3
Inervering: Pl cervicales + Pl brachialis (C2-C8)
Funktion: Flexion+ Ipsilateral Flexion av Nacke